# Ketil Thorkelsson
Este personaje es a menudo confundido con su abuelo de mismo nombre.
Ketil Thorkelsson (nórdico antiguo: Ketill hængur Þorkelsson, n. 840; más conocido por su apodo Ketil el Salmón o el pescador). Fue un vikingo y hersir de Nauesdalir, Noruega, que emigró a Islandia en el siglo IX. Es un personaje de la saga de Egil, y también aparece en el Landnámabók (libro de los asentamientos), donde emplaza su hacienda en Hofverjar á Rangárvöllum y fue el primer goði de su región. también es un personaje recurrente en otras sagas y fuentes islandesas.
Ketil era el hijo de Thorkel de Namdalen, jarl del reino de Namdalen, y Hrafnilda, hija de Ketil Trout de Hrafnista. Era un nombre muy rico, íntimo amigo y primo de Thorolf Kveldulfsson y su hermano Skalla-Grímr Kveldulfsson.
Cuando supo que el rey Harald I de Noruega había lanzado un ataque contra Thorolf, Ketil estuvo entre los últimos aliados que intentaban apoyarle; llegaron tarde, la expedición encontró a Thorolf asesinado. En represalia por la muerte de Thorolf, Ketil reunió a sesenta guerreros y asaltó Torgar, hogar de Harek y Hrærek (los hijos de Hildirid), quienes habían instigado contra Thorolf al rey. Después de esta incursión, Ketil reunió a sus aliados, familia y posesiones, fletó dos enormes drakkars y puso vela hacia Islandia. Durante el primer invierno se asentaron en el banco oriental del río Rangá, pero más tarde se trasladaron más al este, entre el río Þjórsá y la marca flotante (posiblemente donde su Öndvegissúlur tocó tierra), y a partir de entonces Hof fue su hogar.
En las crónicas contemporáneas aparece otro Ketill Þorkelsson (n. 970) de Mosfell í Grímsnesi, Árnessýsla.

## Herencia
Con su esposa Ingunn Þorgeirsdóttir (n. 836) tuvieron varios hijos, todos varones: 
- Véstar (n. 857)
- Storólfur Ketilsson.
- Herjolfur (n. 871).[7]
- Helgi (n. 874).
- Hrafn Hængsson, este último uno de los primeros lagman islandeses.